# Milwaukee Bucks 1994-1995
La stagione 1994-95 dei Milwaukee Bucks fu la 27ª nella NBA per la franchigia.
I Milwaukee Bucks arrivarono sesti nella Central Division della Eastern Conference con un record di 34-48, non qualificandosi per i play-off.

## Roster
| N° | Naz.                   | Ruolo | Sportivo       | Anno | Alt. | Peso |
| -- | ---------------------- | ----- | -------------- | ---- | ---- | ---- |
| 5  | Stati Uniti (bandiera) | G     | Eric Murdock   | 1968 | 185  | 86   |
| 10 | Stati Uniti (bandiera) | GA    | Todd Day       | 1970 | 198  | 85   |
| 11 | Stati Uniti (bandiera) | G     | Lee Mayberry   | 1970 | 185  | 78   |
| 12 | Stati Uniti (bandiera) | G     | Tate George    | 1968 | 196  | 86   |
| 13 | Stati Uniti (bandiera) | A     | Glenn Robinson | 1973 | 201  | 102  |
| 17 | Stati Uniti (bandiera) | G     | Jon Barry      | 1969 | 193  | 88   |
| 20 | Stati Uniti (bandiera) | G     | Danny Young    | 1962 | 191  | 79   |
| 22 | Stati Uniti (bandiera) | GA    | Johnny Newman  | 1963 | 201  | 86   |
| 30 | Stati Uniti (bandiera) | AC    | Marty Conlon   | 1968 | 208  | 102  |
| 42 | Stati Uniti (bandiera) | A     | Vin Baker      | 1971 | 211  | 105  |
| 44 | Stati Uniti (bandiera) | AC    | Aaron Williams | 1971 | 206  | 100  |
| 52 | Stati Uniti (bandiera) | C     | Eric Mobley    | 1970 | 211  | 107  |
| 53 | Stati Uniti (bandiera) | C     | Alton Lister   | 1958 | 213  | 109  |
| 54 | Stati Uniti (bandiera) | A     | Ed Pinckney    | 1963 | 206  | 88   |

## Staff tecnico
- Allenatore: Mike Dunleavy
- Vice-allenatori: Frank Hamblen, Jim Eyen, Butch Carter, Larry Riley, Andy Enfield